# Museu d'Art Gai i Lèsbic Leslie-Lohman
El Museu d'Art Gai i Lèsbic Leslie-Lohman, dirigit per la Fundació d'Art Gai Leslie-Lohman, és un museu d'art visual situat al SoHo de la ciutat de Nova York que col·lecciona, conserva i exposa art creat per artistes LGBTQ o sobre temes, assumptes i persones LGBTQ. El museu ofereix exposicions durant tot l'any en diversos llocs i posseeix més de 22.000 objectes, incloent-hi quadres, dibuixos, fotografies, gravats i escultures. Està reconegut com un dels grups d'art més antics dedicats a la col·lecció i preservació d'art gai. El maig de 2001 la fundació va rebre l'estatus de museu pel New York State Board of Regents. El museu és membre de l'Aliança Americana de Museus i funciona segons les seves directrius.
El museu manté una col·lecció permanent en la qual s'han exposat més de 1300 objectes. La col·lecció permanent inclou obres d'una sèrie d'artistes gais coneguts com a Berenice Abbott, David Hockney, Ingo Swann, Catherine Opie, Andy Warhol, Tom of Finland, Delmas Howe, Jean Cocteau, David Wojnarowicz, Robert Mapplethorpe, George Platt Lynes, Horst, Duncan Grant, James Bidgood, Duane Michals, Charles Demuth, Don Bachardy, Attila Richard Lukacs, Jim French, Del LaGrace Volcano, Paul Thek, Peter Hujar, Arthur Tress i molts altres.

## Missió
| «                                        | To exhibit and preserve art that speaks directly to the many aspects of the LGBTQ experience, and foster the artists who create it. We embrace the rich creative history of this community by educating, informing, inspiring, entertaining, and challenging all who enter our doors. | Exposar i preservar art que parla directament als molts aspectes de l'experiència LGBTQ i promoure els artistes que ho creguin. Abastem la rica història creativa d'aquesta comunitat, educant, informant, inspirant, entretenint i reptant a tot aquell que entra per la nostra porta. | » |
| — Museu d'Art Gai i Lèsbic Leslie-Lohman | | |   |

## Història
La Fundació d'Art Gai Leslie-Lohman va ser fundada per J. Frederic Fritz Lohman i Charles W. Leslie. Tots dos homes havien col·leccionat art durant alguns anys i van muntar la seva primera exposició d'art gai en el seu àtic del Prince Street, a Nova York, el 1969. Van obrir una galeria d'art comercial poc després, però el negoci va tancar a principis de la dècada de 1980 amb l'arribada de la pandèmia de la sida.
El 1987 Lohman i Leslie van sol·licitar el reconeixement d'organització sense afany de lucre, com a precursor a l'establiment d'una fundació per preservar la seva col·lecció d'art gai i continuar els seus esforços per exposar-la. L'agència tributària dels EUA es va molestar amb la paraula «gai» en el títol de la fundació i va retenir la petició durant diversos anys. La fundació va aconseguir l'estatus de «sense afany de lucre» eL 1990.
La primera seu de la Fundació d'Art Gai Leslie-Lohman VA ser un soterrani en el número 127B del carrer Prince, a Nova York. EL 2006 la fundació es va traslladar a un baix en el número 26 del carrer Wooster, al SoHo.

## Activitats
El museu ofereix diversos programes permanents, incloent-hi el manteniment de les seves col·leccions permanents i d'estudi, de 6 a 8 exposicions anuals en la galeria del carrer Wooster, de 4 a 6 exposicions en la galeria d'aparadors del carrer Wooster i múltiples exposicions de cap de setmana i cursets de dibuix en el local del carrer Prince, en el número 127b, al SoHo.
A més, el museu ofereix durant tot l'any un programa educatiu que inclou xerrades, classes (Slava Mogutin, Duane Michals, Catherine Opie, Jonathan David Katz, etc.), mostra de pel·lícules i signatures de llibres. El museu també publica The Archive, que envia als seus membres, en la qual s'informa sobre la col·lecció pròpia, noves adquisicions, activitats i inclou articles sobre artistes i exposicions. També posseeix una biblioteca amb més de 2500 llibres sobre art gai i manté fitxes sobre més de 2000 artistes individuals.
El museu ha començat a fer viatjar les seves exposicions, com la de Sascha Schneider de 2013, que va viatjar al Schwules Museum de Berlín. L'exposició Classical Nude: The Making of Queer History es va poder visitar prèviament a la galeria de ONE National Gay & Lesbian Archives, a West Hollywood, l'estiu de 2014. Els objectes d'art de la col·lecció del museu estan disponibles per a préstec a organitzacions artístiques i en els últims anys han pres en préstec obres d'altres institucions, com la Biblioteca del Congrés dels Estats Units, Smithsonian Institution, la Biblioteca Pública de Nova York, el Museu Andy Warhol i altres organitzacions